# Fauzi Suleiman
Fauzi Muhamad Abdul Hamid Suleiman (Aquidauana, 29 de agosto de 1964) é um empresário e político brasileiro, atualmente filiado ao MDB, partido pelo qual se elegeu prefeito de  Aquidauana nas eleições municipais de 2008 com a maior votação da história do município, totalizando 15.316 votos (61,11% dos válidos). Concorreu a Prefeitura de Aquidauana quatro vezes, sendo duas eleições como candidato do PT (2000 e 2004), e duas pelo PMDB (2008 e 2012). 

## Trajetória política - (2000 a 2008)
O ex-prefeito Fauzi Suleiman disputou duas eleições antes de ser eleito para a Prefeitura Municipal de Aquidauana. Nas eleições municipais de 2000, a primeira após a aprovação da Emenda Constitucional Nº 16 em 4 de junho de 1997, conhecida como PEC da reeleição, o então prefeito de Aquidauana, Raul Martinez Freixes (PSDB) desistiu da reeleição e o PSDB indicou como candidato o presidente da Câmara Municipal de Aquidauana, vereador Luiz Felipe Ribeiro Orro. 
Pela oposição, a coligação liderada por Fauzi denominada "Muda Aquidauana"  era formada pelo PT, PDT e PC do B e se inspirou no Movimento "Muda MS" que levou Zeca do PT ao Governo de Mato Grosso do Sul nas eleições estaduais de 1998. Tendo como candidata a vice-prefeita a professora e ex-presidente do Sindicato Municipal dos Trabalhadores em Educação, Luzia Eliete Flores Louveira da Cunha, a chapa liderada por Fauzi obteve 10.035 o que correspondeu a 45,15% dos votos válidos e elegeu dois vereadores do PT para a Câmara Municipal: Cipriano Mendes Costa e Ordalino Martins da Cunha.
Nas eleições de 2002, com a reeleição de Zeca do PT para o Governo de Mato Grosso do Sul, o Partido dos Trabalhadores teve crescimento expressivo em Mato Grosso do Sul com a eleição de três deputados federais: Vander Loubet, João Grandão e Antônio Carlos Biffi; três deputados estaduais: Semy Ferraz, Pedro Teruel e Pedro Kemp, além do primeiro senador petista Delcídio do Amaral e a vitória emblemática do primeiro operário Luiz Inácio Lula da Silva como Presidente do Brasil.  
Com o PT fortalecido e em plena expansão no Mato Grosso do Sul, nas eleições municipais de 2004, Fauzi é lançado novamente na disputa para a Prefeitura de Aquidauana com apoio do PC do B e PP numa coligação intitulada "Um novo caminho". O então petista vai para a disputa tendo como vice o professor Ney Aparecido Azambuja (Neyzinho), filho do ex-vereador Ney Gabriel Azambuja. Na ocasião, Fauzi deixa de contar com apoio da principal liderança do PT de Mato Grosso do Sul: o governador Zeca do PT que se absteve no processo eleitoral. 
Na época, o deputado estadual Roberto Orro, pai do prefeito Felipe Orro, se filiou ao PDT e passou a compor a base de sustentação do governo na Assembleia Legislativa de Mato Grosso do Sul. Mesmo sem apoio do governador Zeca do PT, Fauzi obteve nas urnas 10.157 votos (41,55% dos votos válidos) consolidando-se uma importante liderança de oposição em Aquidauana, cidade até então governada por uma elite política formada por pecuaristas e produtores rurais. 
Em 2005, após duas derrotas consecutivas pelo PT, Fauzi anuncia sua desfiliação do partido alegando traição pelas lideranças petistas como o então governador Zeca do PT e o deputado federal Vander Loubet que apoiaram informalmente o então prefeito Felipe Orro que disputou a reeleição em 2004 pelo PTB, partido que também fazia parte da base de sustentação do governador petista. 
Em 2005, a convite do então ex-prefeito de Campo Grande, André Puccinelli, o ex-petista Fauzi Suleiman participa de uma reunião com as principais lideranças do PMDB de Mato Grosso do Sul: os deputados federais Nelson Trad e Waldemir Moka. Na ocasião, Moka que também presidia o diretório regional do PMDB de Mato Grosso do Sul, firmou compromisso com André e Trad, que uma vez filiado ao PMDB, Fauzi teria respaldo total do partido para disputar a Prefeitura de Aquidauana em 2008. Animado com o convite e confiante no compromisso firmado, Fauzi retorna ao PMDB em setembro de 2005, partido pelo qual havia sido filiado na Juventude quando apoiou a eleição do prefeito Cristóvão de Albuquerque. 
De volta ao PMDB, Fauzi Suleiman foi sondado inicialmente para disputar uma vaga de deputado estadual nas eleições de 2006 e dar palanque para a candidatura do ex-prefeito de Campo Grande André Puccinelli nas eleições de 2006 ao Governo de Mato Grosso do Sul em Aquidauana. Com perfil voltado para o executivo, Fauzi otpou por coordenar a campanha de André Puccinelli em Aquidauana e Anastácio, porém viabilizou a candidatura a deputado estadual do ex-vereador e ex-presidente da Câmara, Paulo Reis. O peemedebista fez dobradinha com os candidatos a deputado federal Nelson Trad e Waldemir Moka. A vitória de André Puccinelli nas eleições de 2006 desbancando o petista Delcídio do Amaral que concorria ao Governo do Estado, somada a votação expressiva de Paulo Reis na candidatura a deputado estadual (5.179 votos, sendo 3.784 somente em Aquidauana), fortaleceu o PMDB de Aquidauana e o nome de Fauzi Suleiman para concorrer pela terceira vez a Prefeitura de Aquidauana em 2008.
Tentando inviabilizar o nome de Fauzi no diretório municipal do PMDB para concorrer a Prefeitura nas eleições de 2008, o prefeito Felipe Orro articulou a filiação do seu tio, o pecuarista Zelito Ribeiro ao PMDB de Aquidauana. Zelito chegou a flertar com o PSDB, que nas eleições de 2006 elegeu para o senado federal, a vice-prefeita de Campo Grande Marisa Serrano, porém acabou optando pelo PMDB a fim de evitar a candidatura de Fauzi com apoio do Governador André Puccinelli.
O governador desejava a conciliação dos dois grupos políticos antagônicos de Aquidauana liderados por Fauzi e Felipe Orro. Puccinelli propôs a realização de pesquisas quantitativas e qualitativas para definir quem seria o candidato a prefeito de Aquidauana pelo PMDB. Na pré-campanha, Zelito Ribeiro chegou a contar com apoio explícito do PSDB local e Fauzi Suleiman de lideranças do PT aquidauanense. No PMDB, a candidatura de Fauzi foi abertamente defendida pelo presidente da Assembleia Legislativa, deputado Jerson Domingos e principalmente pelo presidente regional do PMDB, deputado federal Waldemir Moka. 
Após as pesquisas internas apontarem empate técnico entre os dois pré-candidatos, o Diretório Municipal do PMDB definiu que o candidato a prefeito seria definido em convenção com a votação dos convencionais. Alegando "traição" do governador André Puccinelli por não considerar os números das pesquisas eleitorais que lhe davam ligeira vantagem em relação a Fauzi, o pecuarista Zelito Ribeiro desistiu da candidatura.
Com a desistência, o grupo alinhado a Zelito no PMDB, formado pelo então vice-prefeito José Henrique Gonçalves Trindade e pelo presidente do Sindicato Rural de Aquidauana, Timótheo Reis Proença (Tinho Proença), optou por apresentar novo nome na convenção municipal do partido. As vésperas da convenção, Tinho Proença se inscreveu para enfrentar Fauzi na convenção municipal, mesmo tendo ciência que o grupo fragilizado com a desistência de Zelito não possuía os votos necessários para vencê-lo na disputa. Com a presença do presidente da Assembleia Legislativa, Jerson Domingos, Fauzi foi ungido candidato a prefeito com o apoio de 27 votos contra 15 de Tinho Proença na Convenção Municipal realizada no dia 20 de junho de 2008. 
O PMDB Estadual chegou a negociar a vaga de vice-prefeito ao PDT do prefeito Felipe Orro no intuito de fomentar a composição de forças políticas antagônicas visando o crescimento e desenvolvimento de Aquidauana. Os nomes ventilados no PDT para a vaga de vice foram do Pastor Abraão Izumi da Ação Evangélica ligado ao deputado estadual Maurício Picarelli ou mesmo do irmão de Zelito Ribeiro, o também pecuarista Odilon Ribeiro. Todas as tentativas de aliança fracassaram, e o PDT optou pelo enfrentamento com a candidatura de Odilon Ribeiro já no prazo final das convenções partidárias. 
Confirmada a candidatura pelo PMDB, Fauzi consolidou uma aliança inusitada em Aquidauana reunindo em sua coligação tradicionais partidos de esquerda como PT e PCdoB e também partidos de centro-direita como PSDB e DEM. Denominada "Aquidauana tem Futuro", a coligação liderada por Fauzi teve como candidato a vice-prefeito, o ex-presidente da Câmara Municipal de Aquidauana, Vanildo Neves Barbosa (PSDB), irmão do deputado federal Waldir Neves (PSDB), após articulação do governador André Puccinelli com o PSDB da senadora Marisa Serrano. Os partidos que compunham a coligação foram PMDB, PSDB, PP, PC do B, PTC, DEM, PSC, PHS e PRB. O PT chegou a aprovar coligação com o PMDB, porém foi anulada pela Justiça Eleitoral após ação movida por militantes municipais ligados ao ex-governador Zeca do PT baseada na orientação nacional do Partido dos Trabalhadores que proibia alianças com o PSDB e DEM nas disputas municipais em todo o Brasil em 2008. No decorrer da campanha, o PT de Aquidauana apoiou informalmente a candidatura de Fauzi Suleiman.
Após ser preterido no PMDB, o grupo político formado por Tinho Proença, Zé Henrique Trindade e Zelito Ribeiro juntamente com o prefeito Felipe Orro endossaram apoio a candidatura a prefeito de Odilon Ribeiro. O pecuarista é tio de Felipe Orro e filho do ex-prefeito Tico Ribeiro. A coligação "Aquidauana com a força do povo" formado pelo PDT, contou com apoio do PTB, PR, PPS, PSB, PSL e PSDC. 
A campanha foi acirrada, mas Fauzi reuniu apoio explícito do governador André Puccinelli, dos três senadores: Marisa Serrano, Valter Pereira e Delcídio do Amaral; de 6 dos 8 deputados federais: Waldir Neves, Waldemir Moka, Nelson Trad, Geraldo Resende, Antônio Cruz e Antônio Carlos Biffi; além de 20 dos 24 deputados estaduais. Odilon recebeu em seu palanque apoio do ex-governador Zeca do PT, dos deputados federais Vander Loubet e Dagoberto Nogueira, além do prefeito Felipe Orro e do ministro do Trabalho e presidente nacional do PDT, Carlos Lupi.
Após a apuração, Fauzi acabou vencendo o processo eleitoral com a maior votação da história no município de Aquidauana. Com 100% das urnas apuradas, o peemedebista venceu com 15.316 votos (61,11% dos votos válidos) contra 9.746 votos (38,89% dos votos válidos) de Odilon Ribeiro. O peemedebista venceu em todas as urnas da área urbana de Aquidauana. O resultado demonstrou o desejo claro por mudança por parte dos aquidauanenses, tendo em vista que o grupo político do prefeito Felipe Orro estava há 8 anos a frente do Paço Municipal.

## Primeiro mandato (2009 - 2012)
Fauzi Suleiman tomou posse como prefeito de Aquidauana em 1º de Janeiro de 2009. Na eleição da mesa diretora da Câmara Municipal passou seu primeiro revés político. A Coligação liderada por Fauzi elegeu 5 vereadores: Woterly Alex Garcia, Valdemar dos Reis, Sebastião Souza Alves, Cipriano Mendes e Vicente Gaeta. Pela oposição, foram eleitos: Wezer Lucarelli, Clézio Bley Fialho, Eulálio Abel Barbosa e Antonio Lemes de Rezende. Na escolha da Mesa Diretora, o vereador petista Vicente Gaeta articulou composição na chapa de oposição e traiu a chapa que tinha como candidato a presidente Woterly Garcia que contava com apoio do prefeito Fauzi.
Com apoio de Gaeta, foram eleitos presidentes da Câmara de Aquidauana os oposicionistas: Antônio Lemes de Resende (biênio 2009 - 2010) e Clézio Bley Fialho (biênio 2011 - 2012). Mesmo sendo considerado oposicionista, o presidente Antônio Lemes de Resende manteve uma relação institucional e de cordialidade com o prefeito Fauzi Suleiman. Com as ações do mandato em marcha, Fauzi conseguiu aos poucos o apoio dos demais vereadores, com exceção de Wezer Lucarelli e Clézio Fialho que se mantiveram na oposição durante todo o mandato peemedebista.
A frente do Paço Municipal, enviou para a Câmara Municipal um projeto de reforma administrativa transformando as secretarias municipais em "gerências municipais". Com uma visão empresarial a frente da administração de Aquidauana, Fauzi cobrou dos gerentes municipais metas e resultados. Em seu discurso de posse, fez uma alusão ao ex-presidente Juscelino Kubitschek e chegou a dizer em sucessivos discursos que seu mandato de quatro anos deveria ser marcado por trabalho e convertido na recuperação de 40 anos de história do município. Com o slogan "Trabalhando pelo Desenvolvimento", o Governo Municipal foi dividido em várias gerências e fundações municipais. Confira abaixo as pastas do governo Fauzi e sua equipe de governo:
- Gerência Municipal de Governo - Marcus Marcellus Chebel
- Gerência Municipal de Administração - Profº Francisco Roberto Rossi (2009 - 2011); André Lopes Beda (2011 - 2012)[14].
- Gerência Municipal de Finanças - Paulo Sérgio Goulart
- Gerência Municipal de Educação - Profª Luzia Eliete Flores Louveira da Cunha (2009 - 2011); Ordalino Martins Cunha (2011 - 2012).
- Gerência Municipal de Saúde e Saneamento - Paulo César Rodrigues do Reis (2009 - 2011); Profº Francisco Roberto Rossi (2011 - 2012).
- Gerência Municipal de Desenvolvimento Social e Economia Solidária - Profª Eva Enilde Franco Fernandes (2009 - 2012).
- Gerência Municipal de Obras e Serviços Urbanos - Archibald Joseph Lafayette Stockler Macintyre (2009 - 2011); Vanildo Neves Barbosa (2011 - 2012).
- Gerência Municipal de Planejamento, Habitação e Urbanismo - Vanderley Camposano da Rocha (2009 - 2012).
- Gerência Municipal de Produção e Meio Ambiente - Mauro Luiz Batista (2009 - 2010)[15]; Cipriano Mendes (2010 - 2012)[16]; Aparecida Lemos (2012)[17].
- Procuradoria Jurídica do Município - André Lopes Beda (2009 - 2011); Marcello Augusto Portocarrero (2011 - 2012).
- Fundação Municipal de Cultura - Luiz Carlos Cabral (2009); Rangel Castilho (2010 - 2012)[18].
- Fundação Municipal de Esportes de Aquidauana - Profº Alfredinho de Oliveira (2009 - 2012).
- Fundação Municipal de Turismo - Lusiane Fredrich Queiroz (2009 - 2010)[19]; José Luis de Souza (2010 - 2012).
- Agência Municipal de Comunicação - Vivaldo da Silva Melo (2009); Luiz Carlos Cabral (2010 - 2012)[20].

Inegavelmente o mandato do prefeito Fauzi mudou paradigmas e construiu bases sólidas para o desenvolvimento de Aquidauana. Com apoio político do governador André Puccinelli (PMDB), a primeira ação do seu mandato, nos primeiros 5 dias, foi a retirada dos vagões da Noroeste do Brasil que durante anos ficou abandonado no Pátio da Estação Ferroviária de Aquidauana. Antes considerado local de esconderijo para marginais e sanitário para andarilhos, os vagões acumulavam água das chuvas e era configurado como local perfeito para a reprodução do mosquito transmissor da dengue. Após a retirada, a Estação Ferroviária foi revitalizada e chegou a receber a presença do presidente Lula para reativação do Trem do Pantanal.

## Atualmente
Na atualidade, Fauzi Suleiman está filiado no Progressistas, a convite da senadora por Mato Grosso do Sul, Tereza Cristina. A desfiliação de Fauzi Suleiman e do seu grupo político do MDB aconteceu em abril de 2024, quando ingressou no partido o ex-prefeito de Aquidauana e ex-deputado estadual Felipe Orro. 